# 圖姆湖
47°43′8″N 12°49′27″E / 47.71889°N 12.82417°E

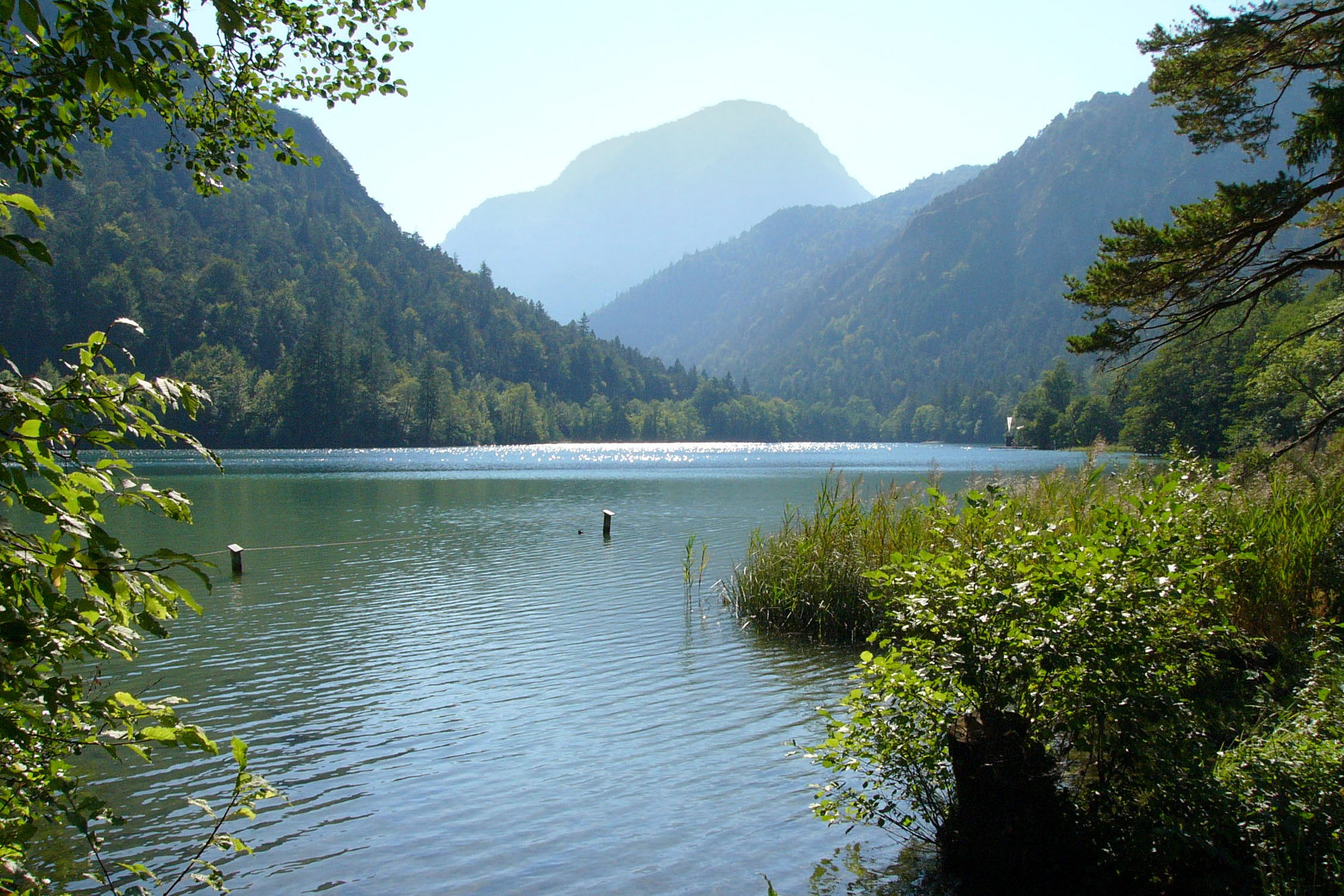

圖姆湖（德語：Thumsee），是德國的湖泊，位於該國東南部，由巴伐利亞州負責管轄，處於貝希特斯加登蘭縣，長0.9公里、寬0.3公里，面積0.16平方公里，海拔高度527米，平均水深8米，最大水深21米，湖岸線長度2.5公里。